# فوزی سلو
فوزی سلو (به عربی: فوزي السلو) (۱۹۰۵ – ۱۹۷۲) سیاستمدار اهل سوریه بود که از تاریخ ۳ دسامبر ۱۹۵۱ تا ۱۹ ژوئیه ۱۹۵۳ تصدی نخست‌وزیری سوریه را برعهده داشت.